# Ouvrée
L'ouvrée est une unité de mesure française qui est utilisée, principalement, dans l'Est de la France. Elle correspond à la surface supposément labourable par un paysan en une journée au Moyen-Âge. Une ouvrée valait alors environ de 3 à 5 ares.
En Bourgogne, une ouvrée correspond à 4,28 ares, généralement plantés de vignes. La Romanée-conti est ainsi une AOC de 42 ouvrées, soit 1 hectare, 80 ares et 50 centiares.